# Stazione di Como San Giovanni
La stazione di Como San Giovanni è la principale stazione di Rete Ferroviaria Italiana a servizio della città di Como (che è dotata di altre quattro stazioni, di cui una gestita da RFI e le altre da Ferrovienord).
La stazione è posta sulla linea Chiasso-Milano ed è capolinea della linea per Lecco, che si dirama dalla precedente alcuni chilometri più a sud, oltre la stazione di Como Camerlata, presso il P.M. Albate (ex stazione di Albate-Camerlata).

## Storia
Come ricordato da un bassorilievo collocato all'interno del fabbricato viaggiatori, la dicitura "San Giovanni" ricorda il fatto che la stazione fu edificata nel luogo in cui, dal 1228 al 1815, si trovava l'antico monastero di San Giovanni in Pedemonte, che venne definitivamente chiuso da Napoleone Bonaparte nel 1810. Tra l'altro, la presenza nel sottosuolo di reperti legati all'attività del monastero rallentò notevolmente i lavori di scavo per la costruzione della prima infrastruttura. Nell'area dell'attuale stazione vennero inoltre riportate alla luce alcune iscrizioni di carattere religioso risalenti all'epoca romana, quando la zona avrebbe ospitato una necropoli.
La stazione fu inaugurata il 27 luglio 1875 assieme alla tratta Albate-Como della ferrovia per Milano. Rimase stazione di testa della linea fino all'anno successivo, quando fu ultimata la costruzione del tronco per Chiasso.
Dal 1888 la stazione funge da capolinea della linea per Lecco, mentre nel 1890 diventa operativo il ramo che collega la stazione allo Scalo merci Como Lago, situato in riva al lago, che permetteva le operazioni di carico e scarico delle merci provenienti dall'alto Lario. Già nel 1965 il ramo venne definitivamente dismesso. Lo scalo merci sorgeva in prossimità dell'attuale diga foranea di Como; resti della linea sono visibili nell'attuale Via Borgovico (parte del viadotto in discesa) e nei giardini a lago, dove è stata installata la vecchia locomotiva usata esclusivamente sulla rotta.
Dall'ingresso della Svizzera nello Spazio Schengen nel 2008, sono stati chiusi i posti di polizia di frontiera fissi.

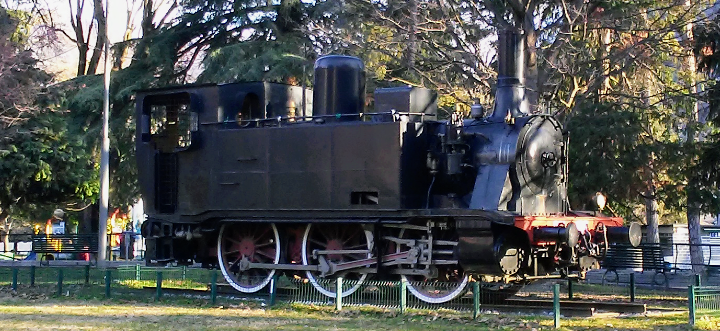
La locomotiva gruppo 851 attiva sulla vecchia linea che collegava lo scalo merci Como Lago a Como San Giovanni

## Strutture e impianti

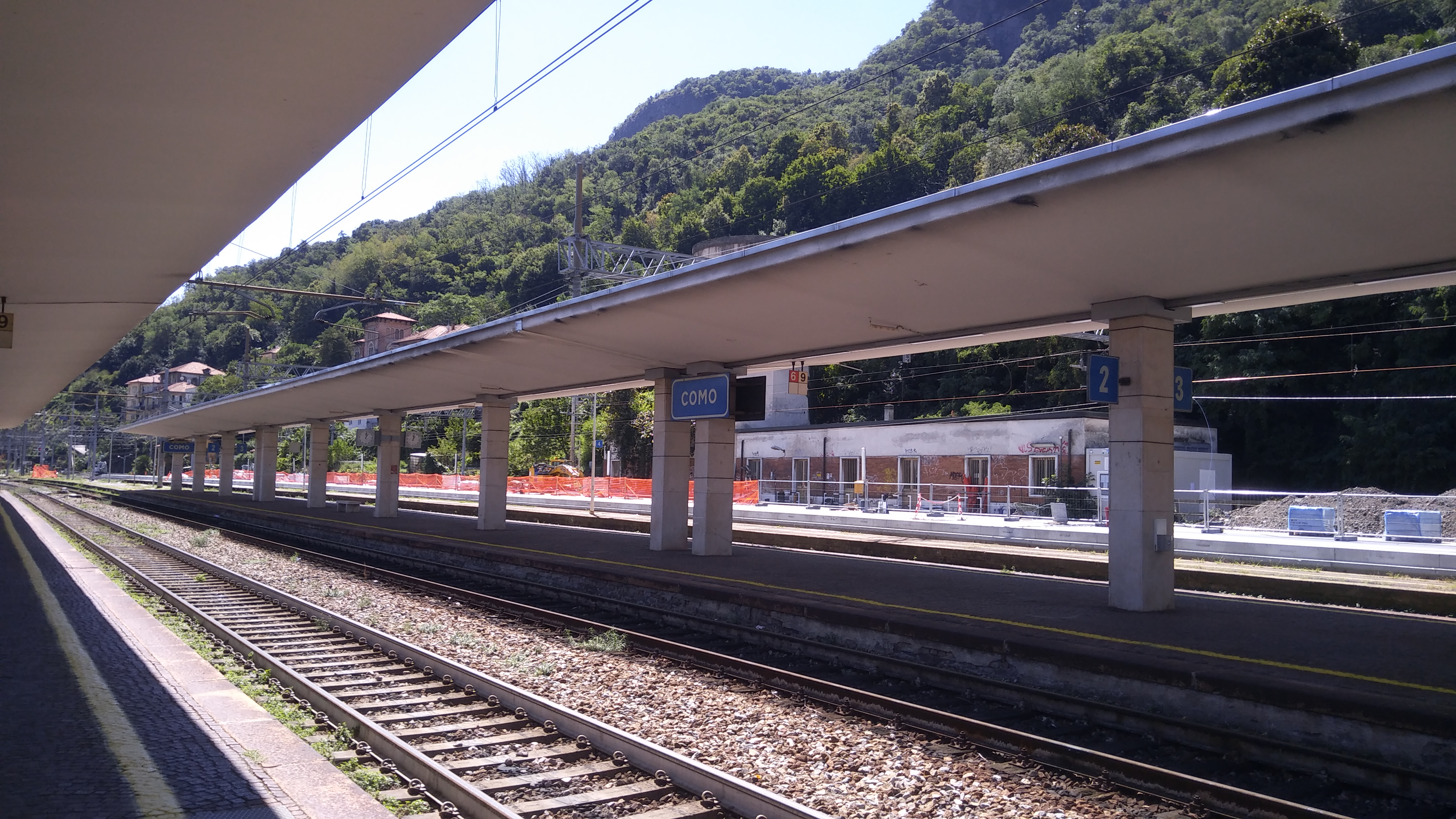
Il piazzale binari.

In origine il fabbricato viaggiatori era diverso da quello attuale ma fu necessario ricostruirlo dopo le distruzioni della seconda guerra mondiale su progetto dell'ingegner Paolo Perilli e fu inaugurato nel 1949.
Si tratta di una struttura in mattoni su due livelli (di cui solo il piano terra è accessibile ai viaggiatori) e composta da tre corpi uniti fra loro da una vetrata che garantisce gran parte dell'illuminazione al corridoio interno; entrambi i corpi sono dotati di pensilina sia per quanto riguarda il piazzale binari, sia per il fronte del fabbricato. L'edificio principale è lungo 132 metri, alto 10 e largo 17, con un atrio principale di 600 metri quadrati.
Sono presenti cinque binari di transito, di cui quattro ad uso passeggeri, e diversi binari tronchi intestati al corpo della stazione, accanto al binario 1: tre sul fronte sud (uno dei quali con banchina e utilizzato come capolinea della linea per Molteno-Lecco) e due sul fronte nord.
È dotata, inoltre, di un binario, a nord, che serve l'ufficio postale di Como Ferrovia e, a sud, di due binari che collegano la stazione al suo scalo merci ed alla sede dell'Agenzia delle Dogane.
I quattro binari dedicati al trasporto passeggeri, sono dotati di banchina, coperti da una pensilina in cemento e collegati fra loro da un sottopassaggio e da ascensori.
Nel 2008 è stato completato un intervento di ristrutturazione che ha comportato l'abbattimento delle barriere architettoniche, installazione di percorsi tattili per ipovedenti, rifacimento dei servizi igienici.

## Servizi
La stazione offre i seguenti servizi:
- Bar
- Biglietteria a sportello
- Biglietteria automatica
- Servizi igienici
- Sala di attesa
- Posto di Polizia Ferroviaria
- Ufficio informazioni turistiche

## Movimento
Como San Giovanni è servita dalla linea S11 del Servizio ferroviario suburbano di Milano (che corre da Chiasso a Rho passando per Monza e per la stazione Porta Garibaldi di Milano), da collegamenti a lunga percorrenza internazionali per la Svizzera dalla Stazione di Milano Centrale, da convogli locali da e per Molteno/Lecco e dalle relazioni S10 da e per Bellinzona e S40 da e per Varese/Aeroporto di Malpensa (via Mendrisio) della rete celere del Canton Ticino. Per queste ultime due tratte Como San Giovanni è, dal 2 settembre 2018, il capolinea orientale.
Sono circa 5 500 000 i passeggeri che ogni anno frequentano la stazione.

## Interscambi
Nel piazzale antistante il fabbricato viaggiatori è presente una fermata automobilistica ASF, mentre dal 1906 al 1952, era presente un capolinea della rete tranviaria di Como (oggi dismessa).